# Мордово-Озеро
Мордово-Озеро (тат. Мукшы Күле) — село в Мелекесском районе Ульяновской области.
Входит в состав Новосёлкинского сельского поселения.

## История
В 1859 году при озере Мордовом были две деревни: Мордовое Озеро, в которой в 106 дворах жило 883 жителя, имелась мечеть и — Мулеев Враг, в которой в 35 дворах жило 481 житель.

## Население
| 1859 | 1889  | 1897  | 1910  | 2010 |
| ---- | ----- | ----- | ----- | ---- |
| 883  | ↗1383 | ↘1279 | ↗1577 | ↘324 |

## Инфраструктура
- Библиотека
- Обелиск воинам Великой Отечественной войны (1980 г.)[7]